# 문희옥
문희옥(文喜玉, 본명: 문지영, 1969년 7월 27일 ~ )은 대한민국의 트로트 가수이다.

## 생애
문희옥은 강원도 태백시에서 2남 3녀 중에서 4째로 태어났다. 이후 학업을 위해 서울특별시로 상경하였으며, 서울 은광여자고등학교 2학년에 재학 중이던 1986년에 학교 장기자랑에서 주현미의 〈비내리는 영동교〉를 불러 실력인정을 받아 작곡가 안치행이 운영하던 소속사 안타프로덕션에서 1여년간 트레이닝을 받았다. 그리고 1987년에 전라도, 경상도, 함경도 등 지방 사투리 창작곡들을 담은 《8도 디스코 사투리 메들리》(이호섭 작사/안치행 작곡)를 발표하며 가수로 데뷔하였다. 데뷔 당시 문희옥은 고등학교 3학년 재학 중에 있었으며 《8도 디스코 사투리 메들리》에 수록된 노래 《천방지축》(전라도 사투리), 《삼수갑산 비둘기》(함경도 사투리) 등 각 지방의 사투리 노랫말로 구성된 창작곡들을 감칠맛나게 불러 당시 일주일 만에 360만장이라는 어마어마한 음반판매량을 기록했다. 데뷔와 동시에 큰 성과를 거두자 자신이 다니던 고등학교의 주선으로 학교 강당에서 생애 처음으로 리사이틀 공연을 하였다. 하지만 기대했던 만큼이나 성공을 거두지 못했는데 그 이유는 문희옥처럼 하이틴 스타가 트로트 장르를 한다는 것이 청소년층 관객에게는 맞지 않았기 때문이다. 그리고 당시 시대상으로 사투리는 공중파 무대에서 활동하기가 금지되었기 때문에 그 해에 표준어 가사로 된 앨범 《빈손》(이정화 작사/안치행 작곡)을 발표하였다.
1988년 문희옥은 어려운 가정형편 속에서도 열심히 공부하여 서울예술대학 실용음악학과에 입학하였고 대학생 가수가 되었으며 그 해 슬로우 템포의 정통 트로트 《가는 님 가는 정》(정은이 작사/ 남국인 작곡)을 발표하였다. 데뷔와 동시에 큰 성과를 거두어 대중들의 사랑을 받았던 문희옥은 1989년에 정통 트롯 리듬을 경쾌하게 현대화한 폭스트롯 《사랑의 거리》(정은이 작사/ 남국인 작곡/ 김용년 편곡)로 방송 음악다방 등지의 인기차트에서 상위권에 올라 가수로서의 전성기를 맞이하면서 트로트 가수의 막내로서 기대를 모았다. 《사랑의 거리》는 정재은이 1984년에 먼저 취입하여 불렀는데 2절까지 밖에 없었는데 문희옥이 2집 타이틀곡으로 리메이크 하면서 2절이 끝나고 1절을 한번 더 반복하면서 3절로 하였다. 또한 일본 오사카에서 교포 위문 공연을 시작으로 일본에도 진출하였다. 문희옥은 1990년에 《강남 멋쟁이》(정은이 작사/ 남국인 작곡)가 히트하여 인기가도를 달리고 있을 때 당시 KBS 가요대상을 수상한 선배가수 현철과 혼성듀엣으로 《잘했군 잘했어 메들리》를 발표하였는데 기존에 무명가수가 혼성 듀엣한 음반이 아닌 인기가수로서 혼성 듀엣한 음반으로서 처음이었다. 그리고 《항구 메들리》, 《해금가요 메들리》 등을 발표하면서 기존의 메들리 음반을 발표하고 정통 트로트를 고수하던 이미자, 김연자, 주현미의 뒤를 이어 대한민국에서 몇 안되는 정통 트로트 가수이자 메들리 가수로 자리를 굳히게 되었다. 1991년에 발표한 엔카풍의 정통 트로트 《성은 김이요》(조동산 작사/ 원희명 작곡)는 문희옥하면 떠오르는 노래 중 하나로 손꼽히며 1992년에 실시된 대한민국 제14대 대통령 선거 때 김영삼, 김대중을 비롯한 김씨 후보자들에게 전폭적인 지지를 받으면서 상위권에 재도입에 성공했다. 그리고 선거철을 맞아 각 유세장에서 가사바꿔 부르기 노래로 각광을 받아 드디어 트로트계 정상의 자리에 안착했다.
데뷔와 동시에 트로트 장르에서 최고 가수로 명성을 떨치던 문희옥은 1990년대 《순정》, 《해변의 첫사랑》, 《현해탄》을 히트시키며 트로트 여제로 등극하였지만 락, 댄스 음악이 1990년 대에 대한민국 가요계의 주류를 이루었고 포크, 트로트 음악은 슬럼에 빠졌다. 그 중에서 정통 트로트를 고수하는 가수였던 문희옥은 방송출연 비중이 줄어들었다. 1995년에 회사원 김 씨와 결혼한 이후 약 3년간 공백기를 가지게 되었지만 1998년에서야 《정 때문에》(박용진 작사/ 박용진 작곡)가 히트하면서 가수 재개에 성공하였다. 문희옥은 주로 트로트 음악을 하였으나 지금까지의 정통 트로트에서 벗어난 세미 트로트 장르를 시도하기도 했다. 그 중 2002년에 발표한 《하늘 땅만큼》(정찬우 작사/ 김정호 작곡)은 패스트 템포 리듬의 트로트로 자신의 음악적 성향을 다양하게 해주는 색다른 음악이었다. 2006년에는 《사랑이 남아있을 때》(김병걸 작사/ 임종수 작곡)를 발표하고 정통 트로트로 성향을 바꿔 다시금 트로트 여제의 영향력을 행사했다. 특히 문희옥은 다양한 음악 장르를 소화해내며 SBS 오락프로그램 《도전 1000곡》에서 여러번 우승을 거머쥐고 2011년에 방송한 tvN 오락프로그램 《오페라스타 2011》에 출연하여 실력파 가수로 인정받았다.

## 학력
- 1988년 은광여자고등학교 (졸업)
- 1991년 서울예술대학교 실용음악과 전문학사 (졸업)

## 데뷔
- 1987년 노래 "팔도 사투리 메들리"

## 정규 앨범
| 번호 | 음반 정보                                  | 트랙 리스트 |
| ---- | ------------------------------------------ | --- |
| 1    | 《문희옥 1집》 - 발매일 : 1988년 5월 20일  | 1. 가는 님 가는 정 (정은이 作詞/남국인 作曲) 2. 당신을 보내지 않았어요 (정은이 作詞/남국인 作曲) 3. 청춘 걸음마 (남석현 作詞/남석현 作曲) 4. 가지 말아요 (성윤 作詞/남석현 作曲) 5. 이별 약속은 없었잖아요 (정은이 作詞/남국인 作曲) 6. 미련 때문이야 (정은이 作詞/남국인 作曲) 7. 당신을 위해 (추세호 作詞/추세호 作曲) 8. 나 어떻게 되버려도 (추세호 作詞/추세호 作曲) 9. 그대 일로해 (추세호 作詞/추세호 作曲) 10. 달래 아씨 (정은이 作詞/남국인 作曲) 11. 잊을꺼야 (정은이 作詞/남국인 作曲) 12. 우리는 좋아해요 (정은이 作詞/남국인 作曲) 13. 이 세상의 어린이 (건전가요)                                                     |
| 2    | 《문희옥 2집》 - 발매일 : 1989년 5월 15일  | 1. 사랑의 거리 (정은이 作詞/남국인 作曲) 2. 팔도 아줌마 (정은이 作詞/남국인 作曲) 3. 연인들의 돛단배 (정은이 作詞/남국인 作曲) 4. 빗물이야 (정은이 作詞/남국인 作曲) 5. 아라리요 (금나영 作詞/남국인 作曲) 6. 팔도 아줌마 (경음악) 7. 찬바람 (손석우 作詞/손석우 作曲) 8. 분녀의 첫사랑 (정은이 作詞/남국인 作曲) 9. 오지 않는 사람을 (손석우 作詞/손석우 作曲) 10. 광동 아가씨 (김설강 作詞/남국인 作曲) 11. 바보처럼 (정은이 作詞/남국인 作曲) 12. 사랑의 거리 (경음악) |
| 3    | 《문희옥 3집》 - 발매일 : 1990년 8월       | 1. 강남 멋쟁이(정은이 作詞/남국인 作曲) 2. 비내리는 동성로 (권혁식 作詞/남국인 作曲) 3. 정때문에 미련때문에 (정은이 作詞/남국인 作曲) 4. 손님 (권혁식 作詞/남국인 作曲) 5. 애만 쓰다가 (정은이 作詞/남국인 作曲) 6. 강남 멋장이 (경음악) 7. 밤차로 갑니다 (고향 作詞/남국인 作曲) 8. 사랑의 욕심장이 (정은이 作詞/남국인 作曲) 9. 이별의 꽃 한송이 (윤익삼 作詞/남국인 作曲) 10. 사모의 정 (정은이 作詞/남국인 作曲) 11. 정의 블루스 (고향 作詞/남국인 作曲) 12. 돌아서는 그 사람 (정은이 作詞/남국인 作曲) |
| 4    | 《외출(外出)》 - 발매일 : 1991년 4월 30일  | 1. 성은 김이요 (조동산 作詞/원희명 作曲) 2. 사랑은 촛불 (조동산 作詞/원희명 作曲) 3. 후회 (함중아 作詞/함중아 作曲) 4. 바보같은 사랑 (이현준 作詞/이현준 作曲) 5. 정든 님 (송정숙, 함중아 作詞/함중아 作曲) 6. 성은 김이요 (반주 음악) 7. 향수 (김동찬 作詞/심재현 作曲) 8. 하나야 (조동산 作詞/신대성 作曲) 9. 두 번째 작별 (조동산 作詞/신대성 作曲) 10. 내 마음에 쏙드는 남자 (김동찬 作詞/박현진 作曲) 11. 타박네 (김동찬 作詞/심재현 作曲) 12. 사랑은 촛불 (반주 음악) |
| 5    | 《비상(飛翔)》 - 발매일 : 1993년 3월 30일  | 1. 현해탄 (조동산 作詞/원희명 作曲/원희명 編曲) 2. 순정 (장경수 作詞/이현준 作曲/김용년 編曲) 3. 추억은 추억대로 (조동산 作詞/원희명 作曲/원희명 編曲) 4. 내이름 내모습은 잊어도 (박범준 作詞/박범준 作曲/김용년 編曲) 5. 여자의 과거는 흘러간 노래 (지명길 作詞/김용년 作曲/김용년 編曲) 6. 현해탄 (경음악) (원희명 作曲/원희명 編曲) 7. 손뼉이 짝 (지명길 作詞/김용년 作曲/김용년 編曲) 8. 사랑할 수 밖에 없었다 (김동찬 作詞/심재현 作曲/김광석 編曲) 9. 사랑의 불나비 (조동산 作詞/원희명 作曲/원희명 編曲) 10. 머물 곳은 어디인가 (김동찬 作詞/심재현 作曲/김광석 編曲) 11. 사랑의 열매 (장경수 作詞/이현준 作曲/김용년 編曲) |
| 6    | 《문희옥 골든 히트》 - 발매일 : 1994년     | 1. 해변의 첫사랑 (이수진 作詞/설운도 作曲) 2. 슬픈 미르네바 3. 사랑의 거리 (정은이 作詞/남국인 作曲) 4. 성은 김이요 (조동산 作詞/원희명 作曲) 5. 빈손 (이정화 作詞/안치행 作曲) 6. 순정 7. 환상의 그림자 8. 허상 9. 강남 멋장이 (정은이 作詞/남국인 作曲) 10. 가는 님 가는 정 (정은이 作詞/남국인 作曲) 11. 현해탄 (조동산 作詞/원희명 作曲/원희명 編曲) 12. 환상의 그림자 |
| 7    | 《행복(幸福)》 - 발매일 : 1996년           | 1. 옛남자 2. 아무런 약속도 없이 3. 사랑을 잃어버린 나 4. 발등이 찍혔네 5. 장희빈 6. 멈출 수 없는 사랑 7. 사연 8. 여우같은 여자 9. 추억속의 여자 10. 현해탄 |
| 8    | 《애(愛)》 - 발매일 : 1998년 5월           | 1. 정 때문에 2. 나의 사람아 3. 잊어야 한다면 4. 비의 탱고 5. 정 때문에 (MR) 6. 발등이 찍혔네 7. 상처 8. 해변의 첫사랑 (이수진 作詞/설운도 作曲) 9. 성은 김이요 (조동산 作詞/원희명 作曲) 10. 나의 첫사랑 (MR) |
| 9    | 《16주년 기념음반》 - 발매일 : 2002년      | 1. 미스터 박 2. 하늘 땅만큼 3. 너는 내 남자 4. 남의 속도 모르면서 5. 정말 좋았네 6. 당신이 최고야 7. 가지말아요 8. 딱 걸렸어 9. 꼭 한번만 10. 빈손 11. 유행가 12. 바보 13. 장미꽃 한송이 14. 뭐야 뭐야 15. 영수증을 써줄거야 16. 나만의 여인 17. 갈테면 가라지 18. 갈매기 사랑 19. 삼수갑산 비둘기 20. 천방지축 |
| 10   | 《문희옥 10집》 - 발매일 : 2006년 4월 20일 | 1. 사랑이 남아있을 때 (디스코) 2. 사랑이 남아있을 때 (트롯) 3. 미스터 박 4. 하늘 땅만큼 5. 정 때문에 6. 강남 멋장이 7. 성은 김이요 8. 해변의 첫사랑 9. 사랑의 거리 10. 순정 11. 발등이 찍혔네 12. 빈손 13. 삼수갑산 비둘기 14. 천방지축 15. 사랑이 남아있을 때 (디스코 MR) 16. 사랑이 남아있을 때 (트롯 MR) |
| 11   | 《문희옥 11집》 - 발매일 : 2013년 4월 19일 | 1. 반달손톱 2. 이봐요 3. 그 사람 집은 태백이라네 4. 사랑이 남아있을 때 5. 미스터 박 6. 하늘 땅만큼 7. 정 때문에 8. 강남 멋쟁이 9. 성은 김이요 10. 해변의 첫사랑 11. 사랑의 거리 12. 천방지축 13. 반달손톱 (MR) 14. 이봐요 (MR) 15. 그 사람 집은 태백이라네 (MR) |

## 출연작

### 방송 출연작
- 2019년 채널A 《행복한 아침》
- 2014년 C채널 《힐링토크 회복》
- 2012년 JTBC 《오! 해피데이》
- 2012년 SBS 《강심장》
- 2011년 MBC 에브리원 《나는 트로트 가수다》
- 2011년 tvN 《오페라스타 2011》
- 2011년 SBS《좋은 아침》
- 2010년 OBS 《토크樂 황금 마이크》
- 2021년 TV조선 《내일은 미스트롯2》 (객원마스터)

## 가족 관계
- 배우자: 김홍선
  - 아들: 김동건 (2005년 ~ )
- 언니: 문희자
- 언니: 문희숙
- 어머니: 김한순 (1938년 ~ 2024년 10월 14일)

## 주요 수상경력
- 2019년 팝켓 아시아 뮤직 어워드 10대 가수상
- 2014년 제20회 대한민국 연예예술상 성인가요 가수상
- 2012년 제12회 대한민국 전통가요대상 여자 7대가수상
- 2011년 KBS 트로트 대축제 올해의 가수상
- 2006년 제40회 가수의 날 특별공로상
- 2003년 제5회 한국예술실연자대상 특별공로상
- 2002년 제36회 가수의 날 모범가수상
- 1992년 제7회 골든 디스크 SKC 장려상
- 1989년 제4회 골든 디스크 본상
- 1987년 제2회 골든 디스크 신인가수상
- 1987년 MBC 인기가요20 여자신인상